# Тирсоптерис
Тирсоптерис (лат. Thyrsopteris) — род папоротников монотипного семейства Тирсоптерисовые (Thyrsopteridaceae) порядка Циатейные (Cyatheales). Включает единственный вид: Тирсоптерис элегантный (Thyrsopteris elegans).

## Ботаническое описание
Древовидный папоротник до 1—1,5 м в высоту, способен давать отпрыски от ствола. Листья многократно перистые: фертильную часть составляют 2—3-я пары нижних сегментов первого порядка, на которых сегменты последующих порядков лишены пластинки и сорусы кажутся сидящими прямо на верхушках осей. Сорусы округлые, ложе колонновидно приподнято, как у циатеи (Cyathea). Индузий из 2 створок: на ранних стадиях развития свободные, шарообразные, затем похожи на неглубокую симметричную чашу.

## Распространение
Эндемик островов Хуан-Фернандес.

## Синонимы
Синонимы рода
- Panicularia Colla (1836)

Синонимы вида
- Panicularia berteri Colla (1836)